# Chrząszcze Paragwaju
Chrząszcze Paragwaju, koleopterofauna Paragwaju– ogół taksonów owadów z rzędu chrząszczy (Coleoptera), których występowanie stwierdzono na terenie Paragwaju.
lista nie jest kompletna

## Archostemata

### Ommatidae
W Paragwaju stwierdzono m.in:
- Tetraphalerus bruchi
- Tetraphalerus wagneri

## Chrząszcze wielożerne(Polyphaga)

### Belidae
W Paragwaju stwierdzono m.in:
- Homalocerus lyciformis
- Homalocerus xixim

### Biedronkowate(Coccinellidae)
W Paragwaju stwierdzono m.in:

- Adira obscurocincta
- Azya luteipes
- Azya scutata
- Brachiacantha australis
- Brachiacantha bruchi
- Brachiacantha trimaculata
- Calloeneis nigrans
- Calloeneis signata
- Carinoscymnus majusculus
- Chnoodes bipartitus
- Coelaria erythrogaster
- Coleomegilla maculata
- Coleomegilla quadrifasciata
- Curinus coeruleus
- Cycloneda ancoralis
- Cycloneda conjugata
- Cycloneda devestita
- Cycloneda emarginata
- Cycloneda limbicollis
- Cycloneda puncticollis
- Cycloneda sanguinea
- Cycloneda zischkai
- Delphastus argentinicus
- Dilatitibialis ceciliae
- Dilatitibialis lillian
- Diomus agapitus
- Diomus faustinus
- Diomus hennesseyi
- Diomus polycarp
- Diomus seminulus
- Diomus tenuis
- Diomus tucumanus
- Epilachna cacica
- Epilachna paenulata
- Eriopis connexa
- Eupalea reinhardti
- Exoplectra funebris
- biedronka azjatycka (Harmonia axyridis)
- Hippodamia convergens
- Hyperaspis conclusa
- Hyperaspis drechseli
- Hyperaspis festiva
- Hyperaspis helveola
- Hyperaspis matronata
- Mada contempta
- Magnodiomus leonardi
- Neda callispilota
- Neocalvia dentatofasciata
- Olla v-nigrum
- Parastethorus histrio
- Pentilia egena
- Prodiloides bipunctata
- Psyllobora bicongregata
- Psyllobora confluens
- Psyllobora evanescens
- Psyllobora hybrida
- Rodolia cardinalis
- Scymnus citreus
- Scymnus demerarensis
- Scymnus loewii
- Scymnus pictilis
- Scymnus rubicundus
- Serratitibia uncinata
- Tenuisvalvae notata
- Zagloba beaumonti
- Zagreus bimaculosus
- Zenoria revestita

### Brachyceridae
W Paragwaju stwierdzono m.in:

- Argentinorhynchus breyeri
- Argentinorhynchus bruchi
- Argentinorhynchus squamosus
- Bagoidus sulcirostris
- Brachybamus electus
- Brachybamus pipitzi
- Cyrtobagous salviniae
- Cyrtobagous singularis
- Helodytes foveolatus
- Helodytes hustachei
- Helodytes nodulosus
- Helodytes scheerpeltzi
- Helodytes tuberculosus
- Hypselus ater
- Ilyodytes lembulus
- Lissorhoptrus bosqi
- Lissorhoptrus carinirostris
- Lissorhoptrus lepidus
- Lissorhoptrus paraguayanus
- Lissorhoptrus tibialis
- Neochetina affinis
- Neochetina bruchi
- Neochetina eichhorniae
- Neochetina neoaffinis
- Neochetina ventralis
- Neohydronomus affinis
- Neohydronomus pulchellus
- Notiodes communis
- Notiodes nanus
- Ochetina bruchi
- Ochetina uniformis
- Onychylis argentinensis
- Onychylis vulgatus
- Oryzophagus oryzae
- Stenopelmus brunneus

### Brentidae
W Paragwaju stwierdzono m.in:
- Apion brevinasus
- Apion contrarium
- Apion heydeni

### Cerophytidae
W Paragwaju stwierdzono m.in:
- Phytocerum distinguendum

### Clambidae
W Paragwaju stwierdzono m.in:
- Clambus malleolus

### Disteniidae
W Paragwaju stwierdzono m.in:
- Cometes hirticornis

### Dryophthoridae
W Paragwaju stwierdzono m.in:
- Sphenophorus brunnipennis

### Gnojarzowate(Geotrupidae)
W Paragwaju stwierdzono m.in:
- Athyreus anneae
- Athyreus bifurcatus
- Athyreus bilobus
- Athyreus hastifer
- Athyreus hemisphaericus
- Athyreus howdeni
- Athyreus hypocritus
- Athyreus tridens
- Bolbapium bigibbosum
- Bolbapium lucidulum
- Bolbapium quadrispinosum
- Bolbapium quinquestriatum
- Bolbapium sculpturatum
- Halffterobolbus laevistriatus
- Neoathyreus arribalzagai
- Neoathyreus centromaculatus
- Neoathyreus lanuginosus
- Neoathyreus lobus
- Neoathyreus sexdentatus
- Parathyreus bahiae
- Pereirabolbus castaneus
- Zefevazia rosascostai

### Jelonkowate(Lucanidae)
W Paragwaju stwierdzono m.in:
- Leptinopterus tibialis
- Sclerostomus truncatus

### Kapturnikowate(Bostrichidae)
W Paragwaju stwierdzono m.in:
- Dominikia freyi
- Dominikia laminifer
- Dominikia uncinata
- Dysides obscurus
- Dysides platensis
- Lichenophanes plicatus
- Melalgus rufipes
- Micrapate amplicollis
- Micrapate germaini
- Tetrapriocera defracta
- Xyloperthella picea
- Xyloprista hexacantha
- Xyloprista praemorsa

### Kobielatkowate(Anthribidae)
W Paragwaju stwierdzono m.in:
- Araecerus fasciculatus

### Kózkowate(Cerambycidae)
W Paragwaju stwierdzono m.in:

#### Dylążowe(Prioninae)
- Atrocolus guarani
- Calocomus desmaresti
- Calocomus morosus
- Chorenta reticulatus
- Callipogon armillatum
- Ctenoscelis acanthopus
- Curitiba brunni
- Hileolaspis auratus
- Macrodontia crenata
- Macrodontia flavipennis
- Mallodon spinibarbis
- Meroscelisus servillei
- Meroscelisus violaceus
- Navosoma luctuosum
- Orthomegas jaspideus
- Physopleurus maillei
- Polyoza lacordairei
- Praemallaspis leucaspis
- Prionapterus breyeri
- Prionapterus staphilinus
- Prionapterus suspectus
- Pyrodes nitidus
- Sarifer flavirameus
- Strongylaspis batesi

#### Kózkowe(Cerambycinae)
- Achryson foersteri
- Achryson lutarium
- Achryson maculatum
- Achryson surinamum
- Achryson undulatum
- Achryson unicolor
- Acyphoderes auricapilla
- Acyphoderes carinicollis
- Acyphoderes crinita
- Aetheibidion hirtellum
- Aglaoschema ventrale
- Alcyopis cyanoptera
- Aleiphaquilon castaneum
- Allocera spencei
- Allodemus tricolor
- Ambonus distinctus
- Ambonus interrogationis
- Ambonus lippus
- Amethysphaerion guarani
- Ancylocera cardinalis
- Andraegoidus cruentatus
- Andraegoidus homoplatus
- Andraegoidus richteri
- Andraegoidus rufipes
- Andraegoidus variegatus
- Anoplomerus buqueti
- Anoplomerus rotundicollis
- Aphylax lyciformis
- Aposphaerion unicolor
- Appula melancholica
- Basiptera castaneipennis
- Batus hirticornis
- Bomaribidion angusticolle
- Bothriospila elegans
- Brachylophora auricollis
- Butherium erythropus
- Callancyla bimaculata
- Callichroma iris trilineatum
- Callichroma sericeum
- Centrocerum elegans
- Ceralocyna foveicollis
- Chevrolatella tripunctata
- Chlorida costata
- Chlorida festiva
- Chrysaethe amoena
- Chrysoprasis aeneiventris
- Chrysoprasis aurigena
- Chrysoprasis auriventris
- Chrysoprasis basalis
- Chrysoprasis concolor
- Chrysoprasis hypocrita
- Chrysoprasis linearis
- Chrysoprasis ritcheri
- Chydarteres dimidiatus
- Chydarteres striatus
- Cnemidochroma phyllopus
- Coccoderus novempunctatus
- Coleoxestia corvina
- Coleoxestia ebenina
- Coleoxestia exotica
- Coleoxestia semipubescens
- Coleoxestia spinipennis
- Coleoxestia vittata
- Coleoxestia waterhousei
- Compsa albopicta
- Compsa amoena
- Compsa monrosi
- Compsa multiguttata
- Compsa quadriguttata
- Compsibidion crassipede
- Compsibidion fairmairei
- Compsibidion graphicum
- Compsibidion truncatum
- Compsoceridius gounellei
- Compsocerus violaceus
- Cosmisoma brullei
- Cosmisoma cyaneum
- Cosmisoma ochraceum
- Cotyclytus curvatus
- Cotyclytus sobrinus
- Cotyclytus stillatus
- Criodion angustatum
- Ctenoplon x-littera
- Cycnoderus tenuatus
- Cupanoscelis heteroclita
- Deltosoma lacordairei
- Deltosoma xerophila
- Diastrophosternus bruchi
- Dihammaphora bruchi
- Dihammaphora falsa
- Dihammaphora nigrita
- Diploschema mandibulare
- Diploschema rotundicolle
- Disaulax hirsuticornis
- Dodecaibidion modestum
- Dorcacerus barbatus
- Dragoneutes baculus
- Drychateres bilineatus
- Eburia sordida
- Eburodacrys campestris
- Eburodacrys crassimana
- Eburodacrys dubitata
- Eburodacrys longilineata
- Eburodacrys punctipennis
- Eburodacrys sexguttata
- Eburodacrys sexmaculata
- Eburodacrys subaffinis
- Eburodacrys vittata
- Eclipta brevipennis
- Eclipta gracilis
- Ectenessa ocellata
- Ectenessa quadriguttata
- Engyum quadrinotatum
- Epacroplon cruciatum
- Epimelitta barbicrus
- Epimelitta laticornis
- Eriphosoma jacobi
- Eriphus purpuratus
- Erlandia inopinata
- Erosida gratiosa
- Eurymerus eburioides
- Eryphus bipunctatus
- Erythrochiton sellatum
- Erythropterus amabilis
- Eurysthea hirta
- Eurysthea lacordairei
- Eusapia amazonica
- Gambria nigripennis
- Gnomibidion denticolle
- Gnomibidion fulvipes
- Gnomidolon brethesi
- Gnomidolon elegantulum
- Gnomidolon grantsaui
- Gnomidolon ornaticolle
- Gnomidolon pallidicauda
- Gnomidolon pictum
- Gnomidolon pulchrum
- Gnomidolon varians
- Gorybia maculosa
- Gorybia martes
- Gorybia proxima
- Grupiara viridis
- Haruspex quadripustulatus
- Heterachthes dimidiatus
- Heterachthes ebenus
- Heterachthes flavicornis
- Heterocompsa formosa
- Heterocompsa geniculata
- Hexoplon juno
- Hexoplon nigropiceum
- Hexoplon speciosum
- Hexoplon uncinatum
- Isthmiade braconides
- Itaclytus olivaceus
- Juiaparus batus lacordairei
- Lathusia ferruginea
- Lissonomimus megaderinus
- Lissonotus andalgalensis
- Lissonotus flabellicornis
- Lissonotus spadiceus
- Listroptera tenebricosa
- Macroeme priapica
- Malacopterus pavidus
- Mallocera glauca
- Mallocera ramosa
- Mallocera umbrosa
- Mallosoma zonatum
- Marauna abati
- Martinsellus signatus
- Mecometopus palmatus
- Megaceron australe
- Megacyllene acuta
- Megacyllene castanea
- Megacyllene falsa
- Megacyllene hoffmanni
- Megacyllene mellyi
- Megacyllene multiguttata
- Megacyllene murina
- Megacyllene nebulosa
- Megacyllene proxima
- Megacyllene spixii
- Megacyllene unicolor
- Megaderus stigma
- Merionoedopsis aeneiventris
- Merionoedopsis brevipennis
- Methia enigma
- Methia fischeri
- Microibidion exculptum
- Microibidion exiguum
- Minibidion minusculum
- Mionochroma chloe
- Mionochroma electrinum
- Mionochroma equestre
- Neochrysoprasis zajciwi
- Neoclytus pusillus
- Neoclytus rufus
- Neoclytus ypsilon
- Neocorus ibidionoides
- Neoeme annulicornis
- Nephalius spiniger
- Neoregostoma fasciatum
- Neoregostoma luridum
- Niophis rufula
- Notosphaeridion scabrosum
- Obrium multifarium
- Ocroeme recki
- Odontocera baeri
- Odontocera flavicauda
- Odontocera sanguinolenta
- Opacibidion opacicolle
- Opacibidion rugicolle
- Opsibidion flavocinctum
- Oregostoma bipartitum
- Orthostoma abdominale
- Oxymerus aculeatus
- Oxymerus basalis
- Oxymerus bruchi
- Oxymerus chevrolatii
- Oxymerus luteus
- Oxymerus virgatus
- Ozodes flavitarsis
- Pantomallus morosus
- Paraeclipta rectipennis
- Paraeclipta tenuis
- Parommidion extricatum
- Paromoeocerus barbicornis
- Periboeum ocellatum
- Piezophidion intricatum
- Pirangoclytus insignis
- Pirangoclytus mendosus
- Pharcidodes suturalis
- Phrynoeme cucullata
- Phygopoda jacobi
- Piezocera bivittata
- Piezocera nodicollis
- Plocaederus fraterculus
- Plocaederus pactor
- Plocaederus pisinnus
- Poeciloxestia dorsalis
- Praxithea deroure
- Proeme plagiata
- Pronoplon rubriceps
- Pronuba decora
- Protomallocera hilairei
- Psiloibidion leucogramma
- Psygmatocerus wagleri
- Rachidion obesum
- Retrachydes thoracicus
- Rhinotragus apicalis
- Rhopalessa clavicornis
- Rhopalessa demissa
- Rhopalophora collaris
- Smodicum dinellii
- Smodicum recticolle
- Smodicum semipubescens
- Sphaerion cyanipenne
- Sphaerion exutum
- Sphaerion inerme
- Sphallotrichus setosus
- Sphagoeme aurivillii
- Sphecomorpha murina
- Stenoeme aguilari
- Stenygra conspicua
- Stenygra cosmocera
- Stenygra setigera
- Stizocera asyka
- Stizocera boyi
- Stizocera elegantula
- Stizocera meinerti
- Stizocera plicicollis
- Stizocera wagneri
- Stratone aurantia
- Susuacanga octoguttata
- Susuacanga unicolor
- Temnopis latifascia
- Temnopis megacephala
- Thalusia erythromera
- Thelgetra adusta
- Thelgetra latipennis
- Tetraibidion aurivillii
- Tetraopidion mucoriferum
- Tetroplon caudatum caudatum
- Thoracibidion fasciiferum
- Thoracibidion flavopictum
- Thoracibidion lineatocolle
- Thyellocerus fulgidipennis
- Tomopterus flavofasciatus
- Tomopterus larroides
- Tomopterus obliquus
- Torneutes pallidipennis
- Trachelissa maculicollis
- Trachyderes armatus
- Trachyderes distinctus
- Trachyderes succinctus
- Tricheurymerus obscurus
- Tricheurymerus quadristigma
- Tropidion aurulentum
- Tropidion breviusculum
- Tropidion epaphum
- Tropidion fairmairei
- Tropidion hermione
- Tropidion personatum
- Tropidion pictipenne
- Tropidion rusticum
- Tropidion salamis
- Tropidion signatum
- Tropidion sipolisi
- Tropidion validum
- Tropidion vianai
- Uncieburia quadrilineat
- Unxia gracilior
- Xestiodion annulipes
- Xylocaris oculata

#### Kusokrywkowe(Necydalinae)
- Atelopteryx compsoceroides

#### Pędele(Parandrinae)
- Parandra expectata
- Parandra glabra
- Parandra longicollis

#### Zgrzypikowe(Lamiinae)
- Acanthoderes albitarsis
- Acrocinus longimanus
- Adetus angustus
- Adetus proximus
- Adetus pulchellus
- Adetus similis
- Adesmus colligatus
- Adesmus divus
- Adesmus hemispilus
- Adesmus verticalis
- Aerenea flavolineata
- Aerenea posticalis
- Aerenea quadriplagiata
- Aerenea robusta
- Aerenea sulcicollis
- Aerenica canescens
- Aerenomera boliviensis
- Alcidion albosparsus
- Alcidion humeralis
- Alcidion ludicrum
- Alphus similis
- Anisocerus scopifer
- Anisopodus arachnoides
- Anisopodus curvilineatus
- Antodice picta
- Antodice quadrimaculata
- Apagomerella versicolor
- Apophaula ocellata
- Ataxia luteifrons
- Ateralphus dejeani
- Ateralphus subsellatus
- Atrypanius albocinctus
- Atrypanius conspersus
- Bebelis inaequalis
- Bebelis lignosa
- Bebelis picta
- Bisaltes roseiceps
- Callia paraguaya
- Callia pulchra
- Callia xanthomera
- Canarana marceloi
- Cherentes niveilateris
- Cicatrisestola flavicans
- Cipriscola fasciata
- Clavidesmus heterocerus
- Colobothea fasciata
- Colobothea musiva
- Colobothea poecila
- Colobothea rubroornata
- Colobothea seriatomaculata
- Colobothea simillima
- Cosmotomidius setosus
- Cosmotoma viridana
- Desmiphora compacta
- Desmiphora cucullata
- Desmiphora hirticollis
- Desmiphora intonsa
- Desmiphora lateralis
- Dryoctenes scrupulosus
- Dufauxia simplex
- Eranina argentina
- Estola albocincta
- Estola fuscodorsalis
- Estola longeantennata
- Estola obscuroides
- Estoloderces luederwaldti
- Euestola obliqua
- Eupogonius lineolatus
- Eupromerella griseofasciata
- Eupromerella propinqua
- Eutrypanus dorsalis
- Exalphus gounellei
- Exalphus guaraniticus
- Fredlanea guaranitica
- Falsischnolea flavoapicalis
- Hedypathes betulinus
- Hemicladus thomsonii
- Hemilophus dimidiaticornis
- Hemilophus unicolor
- Hesycha variabilis
- Hesychotypa miniata
- Hesychotypa subfasciata
- Hippopsis arriagadai
- Holoaerenica multipunctata
- Holoaerenica obtusipennis
- Hylettus seniculus
- Hypselomus cristatus
- Hypsioma chapadensis
- Hypsioma gibbera
- Hypsioma hezia
- Hypsioma rimosa
- Icimauna ciliaris
- Ischnolea bimaculata
- Ischnolea flavinota
- Ischnoleomimus arriagadai
- Laticranium mandibulare
- Leptocometes umbrosus
- Leptostylus gnomus
- Leptostylus obscurellus
- Leptostylus perniciosus
- Lepturgantes variegatus
- Lepturges inscriptus
- Lepturges laetus
- Lepturges scriptus
- Lepturges anceps
- Lepturges comptus
- Lepturges dorotheae
- Lepturges elimata
- Lepturges seabrai
- Lepturges unicolor
- Lochmaeocles fasciatus
- Lochmaeocles sladeni
- Lydipta conspersa
- Lydipta pumilio
- Lypsimena fuscata
- Macronemus filicornis
- Macropophora accentifer
- Melzerus difficilis
- Microplia agilis
- Midamiella hecabe
- Miriochrus minimus
- Myoxomorpha vidua
- Nealcidion bicristatum
- Neodillonia albisparsa
- Neoeutrypanus glaucus
- Nyssodrysilla irrorata
- Nyssodrysina lignaria
- Nyssodrysternum basale
- Obereoides joergenseni
- Octotapnia exotica
- Oedopeza maculatissima
- Oedopeza ocellator
- Oedopeza umbrosa
- Oncideres captiosa
- Oncideres dejeanii
- Oncideres germarii
- Oncideres impluviata
- Oncideres miniata
- Oncideres ulcerosa
- Onychocerus aculeicornis
- Oreodera aerumnosa
- Oreodera glauca
- Oreodera lateralis
- Oreodera quinquetuberculata
- Oreodera vulgata
- Oxathres scripta
- Pachypeza marginata
- Pachypeza pennicornis
- Pachypeza teres
- Paraprobatius bucki
- Parischnolea excavata
- Parmenonta lenticula
- Parmenonta strandiella
- Penaherreraus pubicornis
- Pentheochaetes mysticus
- Pentheochaetes turbidus
- Peritrox denticollis
- Peritrox nigromaculatus
- Phoebe spegazzinii
- Plerodia syrinx
- Polyrhaphis argentina
- Polyrhaphis spinipennis
- Probatiomimus signiferus
- Psapharochrus circumflexus
- Psapharochrus cylindricus
- Psapharochrus jaspideus
- Psapharochrus juno
- Pseudomecas femoralis
- Ptericoptus acuminatus
- Ptericoptus meridionalis
- Recchia gemignanii
- Recchia piriana
- Recchia procera
- Rhaphiptera affinis
- Rhaphiptera nodifera
- Rosalba approximata
- Rosalba consobrina
- Rosalba digna
- Rumacon annulicornis
- Rumacon canescens
- Sangaris duplex
- Sporetus colobotheides
- Steirastoma breve
- Steirastoma marmorata
- Steirastoma stellio
- Tapeina coronata
- Tapeina dispar
- Tapeina melzeri
- Tapeina rudifrons
- Tessarecphora arachnoides
- Trachysomus arriagadai
- Trachysomus fragifer
- Trestonia capreola
- Trichonyssodrys nessimiani
- Trypanidius dimidiatus
- Trypanidius maculatus
- Trypanidius proximus
- Vianopolisia captiosa
- Xylergatoides asper
- Zeale nigromaculata
- Zipoetopsis unicolor

#### Zmorsznikowe(Lepturinae)
- Euryptera latipennis
- Strangalia fulvicornis

### Mauroniscidae
W Paragwaju stwierdzono m.in:
- Mauroniscus maculatus

### Modzelatkowate(Trogidae)
W Paragwaju stwierdzono m.in:
- Omorgus persuberosus
- Omorgus suberosus
- Polynoncus bifurcatus
- Polynoncus brasiliensis
- Polynoncus brevicollis
- Polynoncus guttifer
- Polynoncus pilularius

### Nabłotkowate(Limnichidae)
W Paragwaju stwierdzono m.in:
- Byrrhinus goldbachi
- Byrrhinus gracilicornis
- Phalacrichus durus
- Phalacrichus golbachi

### Oleicowate(Meloidae)
W Paragwaju stwierdzono m.in:
- Acrolytta colon
- Cissites maculata
- Epicauta aragua
- Epicauta curticollis
- Epicauta monachica
- Epicauta rubella
- Epicauta suturalis
- Epicauta vidua
- Lytta bilineatipennis
- Pyrota vittigera
- Tetraonyx brevis
- Tetraonyx decipiens

### Omarlicowate(Silphidae)
W Paragwaju stwierdzono m.in:
- Oxelytrum discicollis
- Oxelytrum erythrura

### Osówkowate(Vesperidae)
W Paragwaju stwierdzono m.in:
- Migdolus fryanus
- Mysteria lacordairei
- Mysteria minuta
- Pseudopathocerus humboldt

### Pawężnikowate(Trogossitidae)
W Paragwaju stwierdzono m.in:
- Airora longicollis
- Airora procera
- Lophocateres pusillus
- Tenebroides boggianii
- ukrytek mauretański (Tenebroides mauritanicus)
- Tenebroides nigrocyaneus

### Podryjowate(Attelabidae)
W Paragwaju stwierdzono m.in:
- Clinolabus buqueti
- Hybolabus azuripennis
- Hybolabus foveolatus
- Xestolabus centomyrciae

### Przekraskowate(Cleridae)
W Paragwaju stwierdzono m.in:
- Axina analis
- Calendyma multiguttata
- Enoclerus scenicus
- Necrobia ruficollis
- Necrobia rufipes
- Pelonium fugax
- Pelonium geniculatum
- Platynoptera tucumanensis

### Pustoszowate(Ptinidae)
W Paragwaju stwierdzono m.in:
- Lasioderma serricornis
- Ptinus drakei
- Ptinus latenotatus
- Stegobium panicea
- Trichodesma robustior

### Ryjkowcowate(Curculionidae)
W Paragwaju stwierdzono m.in:

#### Baridinae
- Anopsilus oblongus
- Anopsilus striatipennis
- Baptobaris carnifex
- Baptobaris ruficollis
- Baris beckeri
- Baris obliviosa
- Centrinus argentinensis
- Cylindrocerinus minutissimus
- Cymatobaris impressifrons
- Dimesus rubricatus
- Dissopygus metallescens
- Eurhinus adonis
- Eurhinus festivus
- Eurhinus purpureu
- Eurhinus viridis
- Geraeus aureomicans
- Geraeus tucumanicus
- Leptoschoinus fucatus
- Lichnus rubricollis
- Linogeraeus bosqi
- Linomadarus bridarollii
- Linomadarus discalis
- Lipancylus jacobi
- Megabaris quadriguttata
- Opseobaris alba
- Orissus christophori
- Parallelosomus costalimai
- Polpones sexmaculatus
- Solenosternus dubitabilis
- Strongylotes squamans
- Tonesia argentinica

#### Conoderinae
- Piazurus ciliatus
- Zygops buffo

#### Curculioninae
- Anchylorhynchus variabilis
- Andranthobius argentinensis
- Ludovix fasciatus
- Sibinia aspersa
- Udeus longicollis

#### Cyclominae
- Listroderes apicalis
- Listronotus argentinensis
- Listronotus carinicollis
- Listronotus geminatus
- Listronotus griseus
- Listronotus marginicollis
- Listronotus puncticollis
- Listronotus vulgaris
- Lixellus elongatus
- Lixellus pusillus

#### Entiminae
- Acyphus renggeri
- Airosimus jacobi
- Aptolemus rufipes
- Aracanthus paraguayanus
- Asynonychus cervinus
- Bolivianus variabilis
- Compsus ermineus
- Cydianerus bifasciatus
- Cydianerus latruncularius
- Cyrtomon chevrolati
- Diaprosomus regalis
- Enoplopactus ortizi
- Entimus imperialis
- Erepsimus setifer
- Eudiagogus episcopalis
- Euryomus mannerheimii
- Eustylus subfasciatus
- Exophthalmus agrestis
- Hadromeropsis argentinensis
- Hadromeropsis pallida
- Hadromeropsis togata
- Hadropus albiceris
- Hyphantus argentinensis
- Hyphantus hustachei
- Hypsonotus infernalis
- Hypsonotus paraguayanus
- Mimographus micaceus
- Oxyderces dubius
- Pandeleteius albus
- Pandeleteius aspericollis
- Pandeleteius latirostris
- Phaops ambitiosus
- Phaopsis laeta
- Platyomus dianae
- Platyomus elegantulus
- Platyomus mollis
- Platyomus nodipennis
- Platyomus perlepidus
- Platyomus prasinus
- Priocyphus viridinitens
- Lordopella paraguayana
- Lordops brevicornis
- Lordops conjugatus
- Lordops jekeli
- Lordops kuntzeni
- Naupactus ambitiosus
- Naupactus aptus
- Naupactus auricinctus
- Naupactus bipes
- Naupactus bipunctatus
- Naupactus condecoratus
- Naupactus dissimilis
- Naupactus dissimulator
- Naupactus hirtellus
- Naupactus inermis
- Naupactus jacobi
- Naupactus pictus
- Naupactus purpureoviolaceus
- Naupactus rivulosus
- Naupactus schapleri
- Naupactus serenus
- Naupactus sparsus
- Naupactus submaculatus
- Naupactus sulphureoviridis
- Naupactus sulphurifer
- Naupactus tarsalis
- Naupactus tucumanensis
- Naupactus umbrinus
- Naupactus versatilis
- Naupactus viridisquamosus
- Naupactus xanthographus
- Pantomorus luteipes
- Pantomorus postfasciatus
- Pantomorus setulosus
- Parapantomorus fluctuosus
- Parapantomorus quatuordecimpunctatus
- Polyteles guerini
- Polyteles stevenii
- Pororhynchus albolateralis
- Pororhynchus labeonis
- Promecops clitellarius
- Promecops pucticollis
- Cydianerus bifasciatus
- Cydianerus latruncularius
- Rhigus faldermani spp. irroratus
- Rhigus nigrosparsus
- Rhigus tribuloides
- Teratopactus elegans
- Teratopactus nodicollis
- Teratopactus tuberculatus

#### Kornikowate(Scolytinae)
- Acorthylus frontalis
- Acorthylus robustus
- Araptus amazonicus
- Araptus nudus
- Araptus semisulcatus
- Camptocerus aeneipennis
- Chramesus aspericollis
- Chramesus cylindricus
- Chramesus globosus
- Chramesus ovalis
- Chramesus spinosus
- Cnemonyx flavicornis
- Cnesinus ampliatus
- Cnesinus dividuus
- Coccotrypes dactyliperda
- Coptoborus carumbensis
- Coptoborus vespatorius
- Dendrosinus ater
- Dendrosinus globosus
- Dryocoetoides obtusitruncatus
- Hylocurus robustus
- Hylurgus ligniperda
- Hypothenemus crudiae
- Hypothenemus eruditus
- Hypothenemus hampei
- Hypothenemus pubescens
- Hypothenemus seriatus
- Hypothenemus stigmosus
- Microcorthylus puerulus
- Monarthrum bicolor
- Monarthrum bicoloratum
- Monarthrum minutissimum
- Monarthrum minutum
- Monarthrum quadriden
- Neocryphus argentinensis
- Pagiocerus frontalis
- Phloeoborus grandis
- Phloeoborus rudis
- Phloeoborus signatus
- Phloeotribus ebeneus
- Phloeotribus subovatus
- Pityophthorus argentinensis
- Pseudochramesus acuteclavatus
- Pseudochramesus golbachi
- Scolytodes gracilis
- Scolytodes puer
- Scolytopsis puncticollis
- Scolytopsis toba
- Scolytus golbachi
- Scolytus novateutoniicus
- Scolytus submarginatus
- Spermophthorus apuliae
- Sternobothrus paraguayensis
- Sternobothrus rufonitidus
- Sternobothrus sculpturatus
- Theoborus villosulus
- Xyleborinus gracilis
- Xyleborinus saxeseni
- Xyleborus affinis
- Xyleborus biconicus
- Xyleborus ferrugineus
- Xyleborus posticus
- Xyleborus spinulosus
- Xyleborus volvulus
- Xylosandrus retusus

#### Krytoryjki(Cryptorhynchinae)
- Macromerus crinitarsis
- Neodiplogramus quadrivittatus
- Phyrdenus boliviensis
- Phyrdenus muriceus
- Tyloderma cupreum
- Tyloderma fasciatum
- Tyloderma nigromaculatum
- Tyloderma obliquatum
- Tyrannion granulatum

#### Lixinae
- Lixus subacutus

#### Mesoptiliinae
- Apocnemidophorus jacobi

#### Molytinae
- Aeatus carinicollis
- Amalactus carbonarius
- Amalactus nigritus
- Ameris olivieri
- Ameris ynca
- Acrotomopus obtusus
- Arniticus costalis
- Arniticus hylobioides
- Astyage fasciatomaculata
- Brachycnemis quadrisignatus
- Byzes diversus
- Byzes nodifer
- Chalcodermus angulicollis
- Chalcodermus pseudenedrus
- Chalcodermus roricatus
- Chalcodermus speculifer
- Cholus annulatus
- Cholus argentinicus
- Cholus boisduvali
- Cholus calcatus
- Cholus niveopunctatus
- Cholus niveus
- Cholus nyblaei
- Cholus parallelogrammus
- Cholus pistor
- Cholus sulphuratus
- Conotrachelus albogriseus
- Conotrachelus albovenustus
- Conotrachelus brethesi
- Conotrachelus carinicollis
- Conotrachelus cervinus
- Conotrachelus coelebs
- Conotrachelus convexicollis
- Conotrachelus denieri
- Conotrachelus deplanatus
- Conotrachelus exaraticollis
- Conotrachelus glaber
- Conotrachelus latipennis
- Conotrachelus lunifer
- Conotrachelus nigritus
- Conotrachelus obliquus
- Conotrachelus praeustus
- Conotrachelus psidii
- Conotrachelus repens
- Conotrachelus signatus
- Conotrachelus sinuaticollis
- Conotrachelus sobrinus
- Conotrachelus sollicitus
- Conotrachelus squalidus
- Conotrachelus stellaris
- Conotrachelus stigmaticollis
- Conotrachelus striatus
- Conotrachelus subfasciatus
- Conotrachelus subnebulosus
- Conotrachelus sulphurosus
- Conotrachelus tenuifasciatus
- Conotrachelus thoracicus
- Conotrachelus trifoveatus
- Conotrachelus vicinus
- Conotrachelus vulgaris
- Desmosomus longipes
- Dorytosomimus vestitus
- Grypidiopsis accola
- Grypidiopsis lenti
- Heilipodus bellicosus
- Heilipodus brevicornis
- Heilipodus brunneus
- Heilipodus choicus
- Heilipodus destructor
- Heilipodus erythropus
- Heilipodus erythrorhynchus
- Heilipodus intricatus
- Heilipodus laevicollis
- Heilipodus lateralis
- Heilipodus naevulus
- Heilipodus okeni
- Heilipodus onychinus
- Heilipodus polymitus
- Heilipodus polyspilus
- Heilipodus scabripennis
- Heilipodus taciturnus
- Heilipodus ventralis
- Heilipodus walti
- Heilipodus zoubkoffii
- Heilipus affinis
- Heilipus crocopelmus
- Heilipus draco
- Heilipus lactarius
- Heilipus parvulus
- Heilipus tricolor
- Heilus bistigma
- Heilus faldermanni
- Heilus fasciculatus
- Heilus freyreissi
- Heilus inaequalis
- Heilus tuberculosus
- Hilipinus capreolatus
- Hilipinus cylindripennis
- Hilipinus dorsalis
- Hilipinus querulus
- Homalinotus coriaceus
- Homalinotus deplanatus
- Homalinotus fasciatus
- Homalinotus platynotus
- Homalinotus squamulosus
- Lobaspis frater
- Lobaspis squamosus
- Mitrephorus albolineatus
- Neoerethistes cyanipes
- Neoerethistes tetricus
- Neoerethistes vicinus
- Oncorhinus scabricollis
- Perideraeus granellus
- Petalochilus lineolatus
- Pheloconus albifrons
- Pheloconus albomaculatus
- Pheloconus bosqi
- Pheloconus rubicundulus
- Placeilipus westringii
- Rhineilipus prodigialis
- Rhineilipus troglodytes
- Rhyssomatus marginatus
- Rhyssomatus rubrocostatu
- Spermologus copaiferae
- Thoracus schoenherri

#### Ziołomirki(Hyperinae)
- Larinosomus jacobi
- Larinosomus nebulosus
- Phelypera brunnea
- Phelypera westermannni

### Schylikowate(Mordellidae)
W Paragwaju stwierdzono m.in:
- Conalia ebenina

### Skałubnikowate(Nosodendridae)
W Paragwaju stwierdzono m.in:
- Nosodendron angelum

### Skórnikowate(Dermestidae)
W Paragwaju stwierdzono m.in:
- Anthrenus flavipes
- mrzyk dziewannowiec (Anthrenus verbasci)
- Attagenus bitaeniatus
- Attagenus fasciatus
- szubak dwukropek (Attagenus pellio)
- szubak ciemny (Attagenus unicolor)
- Cryptorhopalum brunnescente
- Cryptorhopalum felis
- Cryptorhopalum rugosipenne
- Dermestes ater
- Dermestes carnivorus
- skórnik natrupek (Dermestes frischii)
- skórnik słoniniec (Dermestes lardarius)
- Dermestes maculatus
- Dermestes subaenescens
- Hemirhopalum longipenne
- Orphinus fulvipes
- Trogoderma granarium
- Trogoderma inclusum

### Sprężykowate(Elateridae)
W Paragwaju stwierdzono m.in:

- Aeolus liberalis
- Agrypnella squamifer
- Anchastomorphus posticus
- Aptopus agrestis
- Chalcolepidius aurulentus
- Chalcolepidius corpulentus
- Chalcolepidius limbatus
- Conoderus azarae
- Conoderus decorus
- Conoderus dimidiatus
- Conoderus drakei
- Conoderus figuratus
- Conoderus germari
- Conoderus incultus
- Conoderus malleatus
- Conoderus obscurus
- Conoderus pseudoscalaris
- Dipropus bivittatus
- Dipropus fatuellus
- Dipropus nigricollis
- Esthesopus apicalis
- Esthesopus dentatus
- Hemirriphus lineatus
- Heteroderes falli
- Heteroderes laurenti
- Lacon pollinaria
- Mesembria drakei
- Opselater pyrophanus
- Physorrhinus distigma
- Pyrearinus lineatus
- Pyrearinus nyctolampis
- Pyrophorus coecus
- Pyrophorus crassus
- Pyrophorus divergens
- Pyrophorus punctatissimus
- Pyrophorus tuberculifer
- Semiotus angulatus
- Semiotus convexicollis
- Semiotus intermedius
- Semiotus ligneus
- Semiotus nigriceps
- Semiotus serraticornis
- Semiotus taeniatus

### Stonkowate(Chrysomelidae)
W Paragwaju stwierdzono m.in:

#### Poskrzypki(Criocerinae)
- Lema porcata

#### Rozdestnice(Galerucinae)
- Diabrotica boliviana
- Diabrotica separata
- Diabrotica viridula
- Diabrotica vittigera
- Oedionychus circumcincta
- Omophoita equestris
- Omophoita gomesi
- Platiprosopus acutangula
- Prasona haroldi

#### Strąkowcowate(Bruchinae)
- strąkowiec fasolowy (Acanthoscelides obtectus)
- Amblycerus dispar
- Callosobruchus maculatus
- Zabrotes subfasciatus

#### Tarczykowate(Cassidinae)
- Acanthodes rufa
- Acanthodes unca
- Acritispa dilatata
- Agenysa parellina
- Anisochalepus reimoseri
- Anisostena daguerrei
- Anisostena promta
- Anisostena angustata
- Anisostena bicoloriceps
- Baliosus conspersus
- Baliosus hospes
- Baliosus holtzi
- Baliosus latus
- Baliosus parvulus
- Baliosus rubiginosus
- Baliosus viridanus
- Brachycoryna notaticeps
- Calyptocephala lutea
- Calyptocephala punctata
- Cephaloleia fiebrigi
- Cephaloleia funesta
- Cephaloleia marantae
- Chalepotatus coarctatus
- Chalepotatus antennalis
- Chalepus consimilis
- Chalepus cordiger
- Chalepus cyanescens
- Chalepus flexuosus
- Chalepus forticornis
- Chalepus picturatus
- Chalepus putzeysi
- Chalepus subcordiger
- Charistena bergi
- Chlamydocassis metallica
- Clinocarinispa vinculata
- Cnestispa reimoseri
- Coraliomela brunnea
- Coraliomela quadrimaculata
- Decatelia pallipes
- Dorynota bidens
- Dorynota cornigera
- Dorynota minima
- Dorynota monoceros
- Heptachispa delkeskampi
- Heptachispa sordidula
- Herissa pantherina
- Heterispa costipennis
- Metaxycera purpurata
- Metaxycera subapicalis
- Ocnosispa armata
- Octhispa binotata
- Octhispa caprea
- Octhispa cruentata
- Octhispa diversicornis
- Octhispa elongata
- Octhispa flexuosa
- Octhispa gemmata
- Octhispa gracilis
- Octhispa severini
- Octhispa spitzi
- Oediopalpa caerulescens
- Oediopalpa nigripes
- Oediopalpa pertyi
- Oxychalepus anchora
- Oxychalepus centralis
- Oxychalepus elongata
- Oxychalepus externa
- Oxychalepus proxima
- Parimatidium bicolorata
- Parimatidium plaumanni
- Parimatidium pygidialis
- Physocoryna parvula
- Physocoryna scabra
- Probaenia clara
- Probaenia crenata
- Probaenia fasciata
- Probaenia grayi
- Sceloenopla pretiosa
- Sceloenopla pulcherrima
- Sternolispa triformis
- Sternostena laeta
- Stethispa crenutul
- Stilpnaspis argentina
- Stolas chalybaea
- Stolas silbermanni
- Sumitrosis lebasi
- Sumitrosis signifera
- Temnochalepus insolitus
- Temnochalepus lugubris
- Uroplata aeneicollis
- Uroplata bilineata
- Uroplata coarctata
- Uroplata fiebrigi
- Uroplata girardi
- Uroplata kuntzoni
- Uroplata maculicollis
- Uroplata minuscula
- Uroplata nigritarsus
- Uroplata obscurella
- Uroplata probaeniformis
- Uroplata reimoseri
- Uroplata rudis
- Uroplata serrulata
- Uroplata variegata
- Xenochalepus bajulus
- Xenochalepus faustus
- Xenochalepus fiefrigi
- Xenochalepus guerini
- Xenochalepus jacobi
- Xenochalepus media
- Xenochalepus platymerus
- Xenochalepus rubripennis
- Xenochalepus bicostatus
- Xenochalepus holdhausi

#### Zmróżki(Cryptocephalinae)
- Chlamisus discipennis
- Chlamisus echinatus
- Chlamisus gibbicollis
- Chlamisus langsdorfi
- Chlamisus puncticollis
- Coscinoptera nigerrima
- Euryscopa denieri
- Fulcidax bacca
- Helioscopa varians
- Ischiopachys empyrea
- Lexiphanes caenobita
- Megalostomis analis
- Megalostomis bubalus
- Megalostomis kollari
- Proctophana tomentosa
- Stereoma clitellata
- Stereoma laevicollis
- Temnodachrys aeneofasciata
- Themesia auricapilla
- Urodera vau

### Zalęszczycowate(Oedemeridae)
W Paragwaju stwierdzono m.in:
- Polypria brevipennis
- Polypria cruxrufa